# 安霍爾特島
安霍爾特島（丹麥語： Anholt，丹麥語發音：[ˈanhɔˀld]）是丹麥的島嶼，位於卡特加特海峽，由中日德蘭大區負責管轄，長11公里、寬6公里，面積21.75平方公里，最高點海拔高度48米，2012年人口151。

## 外部連結
- Anholt.dk — Information about Anholt Island (in English)
- Brochure about Anholt Island

56°42′N 11°34′E / 56.700°N 11.567°E